# Rama Justa de la Iglesia de Jesucristo de los Santos de los Últimos Días
La Rama Justa de la Iglesia de Jesucristo de los Santos de los Últimos Días es una secta mormona fundamentalista con sede en el condado de Iron, Utah. La Rama Justa de la Iglesia de Jesucristo de los Santos de los Últimos Días, también conocida como La Rama Justa, El Grupo Peterson y la Iglesia de Cristo, es una secta mormona fundamentalista del Movimiento de los Santos de los Últimos Días.  Tiene su sede en el condado de Iron, en Utah. La Rama Justa tiene aproximadamente entre 100 y 200 miembros, la mayoría cerca de Modena, Utah, en la ruta 56 del estado de Utah, en el condado de Iron, a 11 kilómetros (7 millas) al oeste de Beryl, Utah.  La propiedad de la iglesia era originalmente parte de la propiedad de su fundador fuera de Cedar City, Utah, y no formaba parte de la ciudad incorporada. Algunos miembros de la secta viven cerca de Tonopah, en el condado de Nye, en Nevada.

## Historia
La Rama Justa fue organizada el 6 de abril de 1978 por Gerald Wilbur Peterson Sr. (nacido el 8 de octubre de 1917 en Lusk, Wyoming, fallecido en enero de 1981).  Peterson afirmó que después de que Rulon C. Allred, el presidente del Sacerdocio de los Hermanos Apostólicos Unidos, fuera asesinado en mayo de 1977 por seguidores de Ervil LeBaron, Allred se le apareció y le ordenó que presidiera las llaves del sacerdocio.
Peterson organizó un nuevo cuerpo eclesiástico con un nuevo templo mormón el 6 de abril de 1978, dos meses antes de la revelación de 1978 de la Iglesia SUD, que permitió la ordenación sacerdotal a los ciudadanos negros. Peterson afirmaba que él había sido capaz de profetizar esta "apostasía" a través de la Revelación. La Rama Justa está organizada de manera similar a la Iglesia SUD, con una Primera Presidencia, un Quórum de los Doce Apóstoles, un Obispo Presidente, varias organizaciones auxiliares y el sacerdocio. La Rama Justa también hace activamente proselitismo y realiza bautismos.
Al igual que otros grupos fundamentalistas mormones, la Rama Justa cree que existe una organización y un consejo del sacerdocio fuera de la Iglesia de Jesucristo de los Santos de los Últimos Días (Iglesia SUD), que pasó de John Woolley a Joseph Musser, luego a Rulon Allred, junto a Gerald  Peterson Sr., junto a su hijo, Gerald W. Peterson Jr., quien trasladó su sede a St. George, Utah, y finalmente a su hijo Michael Peterson.

## Doctrinas y prácticas
Además de las doctrinas, ordenanzas y prácticas mormonas estándar, la Rama Justa también practica el matrimonio plural, enseña la doctrina Adán-Dios, la doctrina de la Maldición de Caín y practica la Orden Unida. Los seguidores visten vestimenta moderna y no permiten que las mujeres menores de 18 años sean selladas en matrimonios plurales. La secta utiliza un templo en forma de pirámide cerca de Modena, en el condado de Iron, por lo que es una de las siete denominaciones de los Santos de los Últimos Días que han construido un templo. También tienen un templo, en una área que han establecido en las afueras de Tonopah, en el condado de Nye, Nevada, es una serie de casas móviles que se han convertido en una gran estructura que contiene una capilla o sala de reuniones, una sala de la sociedad de socorro, una sala cultural, un baptisterio y otras salas del templo similares a la Iglesia SUD. El edificio también contiene una cocina comercial donde se reúnen las hermanas. La Rama Justa, además del matrimonio plural, practica el matrimonio por colocación, de manera similar a la Iglesia Fundamentalista de Jesucristo de los Santos de los Últimos Días (FLDS). Las mujeres, de apenas 18 años, dejan que el "profeta" Michael Peterson, decida con quién se casará la hermana. En el caso de que una hermana no esté contenta con su matrimonio, puede solicitar ser reasignada; sin embargo, su nuevo cónyuge debe tener una autoridad sacerdotal superior a la de su cónyuge actual.  Si un miembro de la secta se niega a obedecer a Michael Peterson, el sujeto deberá enfrentarse a las posibles consecuencias.

## Miembros destacados
El fundador de la secta, Gerald Peterson Sr., practicaba la medicina homeopática. Su hijo Gerald Peterson Jr., quien dirigió el grupo después de su padre, era doctor en medicina osteopática y practicaba la homeopatía en Tonopah, en el condado de Nye, en Nevada. Peterson primero estudió y sirvió como médico en el Ejército de los Estados Unidos (US Army). Peterson murió el 25 de mayo de 2018. El fundamentalista mormón y polígamo Tom Green, fue miembro de la secta por un breve tiempo. Benjamin Shaffer, que tiene una fuerte presencia pública en la red de Internet, también es miembro activo del grupo. Shaffer se unió al grupo desde la Iglesia de los SUD.